# Shi Ping
Shi Ping, ur. jako Shi Eryi (ur. 1 listopada 1911 w prowincji Junnan, zm. 29 czerwca 2024 w Szanghaju) – chiński polityk i superstulatek, posiadający przez ostatnie dwa miesiące życia tytuł najstarszego mężczyzny na świecie.

## Życiorys
Poślubił Yang Lin (zm. 1935). Mieli jednego syna: Shi Huallina (zm. 1987). 
W latach 1931–1936 studiował na Uniwersytecie Zhejiang. W 1938 roku wstąpił do Komunistycznej Partii Chin. Brał udział w wojnie chińsko-japońskiej, będąc w chwili śmierci najstarszym żyjącym weteranem na świecie biorącym udział w wydarzeniach ll wojny światowej.
W latach 1953–1960 był wiceprezesem Chińskiego Uniwersytetu Rolniczego. W latach 1978–1983 był Sekretarzem Wschondniochińskiego Uniwersytetu Pedagogicznego.
W lutym 2021 roku z okazji chińskiego Nowego Roku otrzymał list gratulacyjny od prezydenta Chińskiej Republiki Ludowo-Demokratycznej (de facto przywódcy państwa) Xi Jinpinga.
2 kwietnia 2024 roku, po śmierci 114-letniego Wenezuelczyka Juana Vicente Pereza Mory, w wieku 112 lat i 153 dni został najstarszym mężczyzną świata (ten fakt został jednak potwierdzony kilka miesięcy później). Po śmierci wyżej wspomnianego Wenezuelczyka tytuł był początkowo przypisywany mylnie najpierw Francuzowi Georges’owi Thomasowi (ur. 19 listopada 1911, zm. 1 czerwca 2024), który był kilka tygodni młodszy od Shi Pinga, a następnie Brytyjczykowi Johnowi Tinniswoodowi (ur. 26 sierpnia 1912, zm. 25 listopada 2024). Ten ostatni został faktycznym rekordzistą po śmierci Pinga.
Shi Ping po 88 dniach jako najstarszy mężczyzna na świecie, zmarł nad ranem 29 czerwca 2024 z powodu niewydolności wielonarządowej w wieku 112 lat i 241 dni, ustanawiając rekord długowieczności mężczyzn w Chinach. Ponadto Ping jest jednym z pierwszych chińskich superstulatków, którego wiek został w pełni zweryfikowany, a który zarówno urodził się jak i zmarł w Chinach.